# Clandestine
Clandestine är det andra studioalbumet av den svenska death metal-gruppen Entombed. Skivan är utgiven på skivbolaget Earache Records den 12 november 1991. Trots att sången är krediterad till Johnny Dordevic så var det egentligen Nicke Andersson som sjöng på skivan samt skrev en stor del av materialet. Albumet återutgavs 1995 med en svart logotyp och 2000 med en gul logotyp, samt att det tillkom två bonuslåtar: "Dusk" (2:41) och "Shreds of Flesh" (2:03).

## Låtförteckning
alla låtar skrivna av Nicke Andersson om inget annat anges 
1. "Living Dead"(text:Alex Hellid) – 4:26
2. "Sinners Bleed"(musik:Andersson/Ulf Cederlund) – 5:10
3. "Evilyn"(musik:Andersson/Cederlund/Lars Rosenberg) – 5:05
4. "Blessed Be"(text:Hellid,musik:Andersson/Cederlund/Rosenberg) – 4:46
5. "Stranger Aeons"(text:Kenny Håkansson,musik: Andersson/Cederlund) – 3:25
6. "Chaos Breed"(text:Håkansson,musik:Andersson/Cederlund) – 4:52
7. "Crawl" – 6:13
8. "Severe Burns" – 4:01
9. "Through the Collonades"(text:Håkansson) – 5:39

## Banduppsättning
- Nicke Andersson  -  trummor, sång, omslagsdesign, logotyp
- Uffe Cederlund  -  gitarr, bakgrundssång
- Lars Rosenberg  -  bas
- Alex Hellid  -  gitarr

## Medverkande
- Dan Seagrave  - omslagsdesign
- Tomas Skogsberg - producent, ljudtekniker
- Per Nilsson - foto (Nilson & Lundberg Photographic Studios)